# Diócesis de Abaradira
La diócesis de Abaradira (en latín: Dioecesis Abaradirensis) fue una antigua diócesis cristiana y es una sede titular de la Iglesia católica. 
La sede se encontraba en la ciudad de Abaradira, en la provincia romana de Byzacena, en África (hoy parte de Túnez). 
De sus obispos solo se conoce el nombre de Prefeciano, en el marco del sínodo convocado en Cartagena, por el rey vándalo Hunerico, en 484.
La Iglesia católica restauró la diócesis como sede titular. 
El actual obispo titular de Abaradira es Marko Semren, obispo auxiliar de Bania Luka.

## Episcopologio
Obispos
- Prefaciano (mencionado en 484)

Obispos titulares
- Joseph Fady, M. Afr. † (12 de julio de 1951 - 25 de abril de 1959)[3]
- Joseph James Byrne, C.S.Sp. † (15 de agosto de 1959 - 20 de octubre de 1961)
- Jan Wosinski † (20 de noviembre de 1961 - 19 de julio de 1996)
- Fernando Torres Durán (29 de noviembre de 1996 - 2 de julio de 1999)
- José Ángel Rovai (13 de agosto de 1999 - 3 de octubre de 2006)
- Matthias Kobena Nketsiah (24 de noviembre de 2006 - 31 de mayo de 2010)
- Marko Semren, O.F.M., (15 de julio de 2010-en el título)